# 牛家駅
牛家駅（ぎゅうかえき）とは、中華人民共和国黒竜江省ハルビン市五常市に位置する拉浜線の駅。

## 歴史
- 1934年　開業。

## 隣の駅
中華人民共和国鉄道部
拉浜線
拉林駅 - 牛家駅 - 周家駅
座標: 北緯45度20分54秒 東経126度43分50秒 / 北緯45.3484度 東経126.7305度